# Вязовая (Челябинская область)
Вязо́вая — посёлок (в 1928—2004 годах — посёлок городского типа) в Усть-Катавском городском округе Челябинской области России. В посёлке находится узловая железнодорожная станция Вязовая Южно-Уральской железной дороги. Расположен в 300 км к западу от Челябинска.
Находится на правом берегу реки Юрюзани.

## Население
| 1959 | 1970  | 1979  | 1989  | 2002  | 2010  |
| ---- | ----- | ----- | ----- | ----- | ----- |
| 5753 | ↘3422 | ↗3934 | ↘2493 | ↘2116 | ↘1700 |

## Экономика
Предприятия железнодорожного транспорта.

## Известные люди, жившие в посёлке
- Герой Советского Союза Иван Александрович Кукарин.
- Первый директор совхоза «Индустрия» Гладышев, Николай Кузьмич.

## Топоним
Название «Вязовая» является прямым переводом башкирского гидронима «Ҡарамалы» по названию реки, протекающей рядом с посёлком.